# Oithona spinirostris
Oithona spinirostris är en kräftdjursart som beskrevs av Claus 1863. Oithona spinirostris ingår i släktet Oithona och familjen Oithonidae. Inga underarter finns listade i Catalogue of Life.